# Aquae Iasae

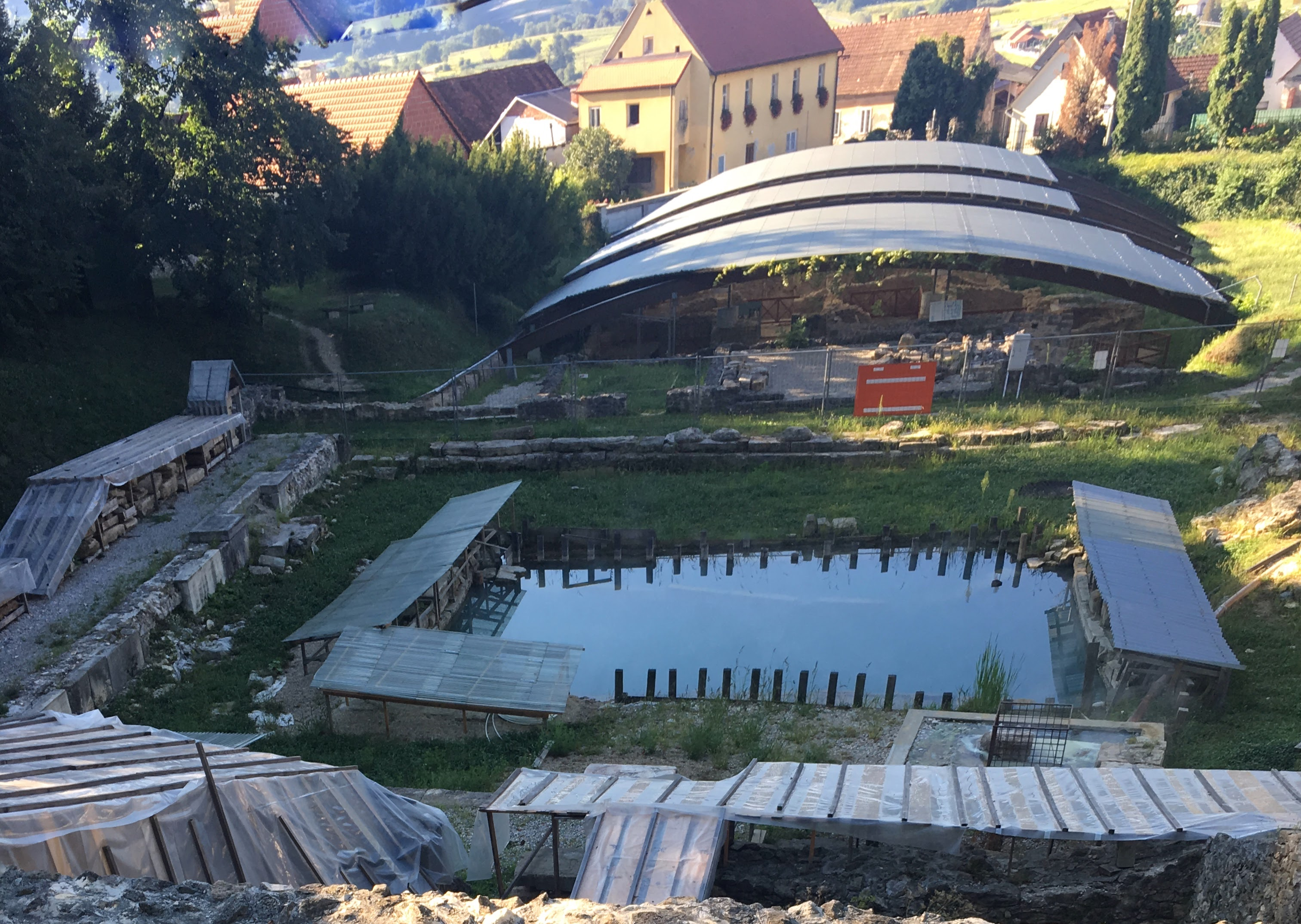
Römische Badeanlage in Aquae Iassae

Aquae Iasae war eine altrömische Siedlung mit Thermal-Badeanlage im Gebiet der heutigen Stadt Varaždinske Toplice im Norden Kroatiens. Im Zeitraum vom 1. bis 4. Jahrhundert hatte die Siedlung ihre Blütezeit, heute ist es der Name der archäologischen Stätte. Sie wurde nach dem Stamm der Jasi (Jassi) benannt, der im Gebiet der römischen Provinz Pannonien lebte. Administrativ gehörte sie zum poetovischen Gebiet. Die am besten erhaltenen Überreste stammen aus der Zeit Kaiser Konstantins I. (306–337 n. Chr.). 

## Geschichte
Im 3. Jahrhundert v. Chr. lebten in dieser Gegend die Jasi, ein illyrischer Stamm (Gesellschaftswissenschaften), auf deren Namen sich die Römer später bezogen und ihre Thermen nannten. Die Siedlung entwickelte sich dank ihrer warmen Wasserquellen zu einem bedeutenden medizinischen, kulturellen und wirtschaftlichen Zentrum von Pannonia superior. Den größten Aufschwung erlebte die Ortschaft vom 1. bis zum 4. Jahrhundert. Ihr öffentlicher Teil befand sich auf der höchsten Terrasse eines Hügels, wo sich heute ein Park und die archäologische Stätte befinden. Der Wohnteil von Aquae Iasae befand sich auf den Terrassen, die bis zum Fuß des Hügels in den Ausläufern der von Handwerkern eingerichteten Handels- und Messeeinrichtungen abfallen.
Am Ende des 3. Jahrhunderts wurde die Ortschaft während des Einfalls der  Goten verwüstet. Zu Beginn des 4. Jahrhunderts, während der Herrschaft Kaiser Konstantins I., wurden die Thermalbäder wiederhergestellt, aber während der Invasionen der Völkerwanderungszeit im 4. Jahrhundert wieder völlig zerstört und verlassen.

## Archäologische Ausgrabungen
Intensive archäologische Ausgrabungen  und Forschungen wurden seit 1953 unter der Leitung von Marcel Gorenc aus der Abteilung für Antikes des  Archäologischen Museums in Zagreb durchgeführt. Im Kurpark des Komplexes wurde altrömische Architektur aus dem 1. bis 4. Jahrhundert auf einer Fläche von 6000 m² entdeckt. Diese bestand aus Spa-Teilen, die das Gebäude mit Schwimmbädern und der Basilika bilden, dem Forum mit Veranden rund um die wichtigsten Thermalquellen und dem Kapitol mit den Tempeln von Jupiter, Juno und Minerva.
Bei den Ausgrabungen vor Ort wurden zahlreiche Überreste freigelegt: Teile der Schwerter, Schilde,  Messer, Rasiermesser, kaiserlichen Münzen (die als Glücksbringer in den Teich geworfen wurden), viele Nymphenstatuen („Nymfus salutaris“, die Göttin der Heilung) und das gut erhaltene Marmorpflaster aus dem 2. Jahrhundert.

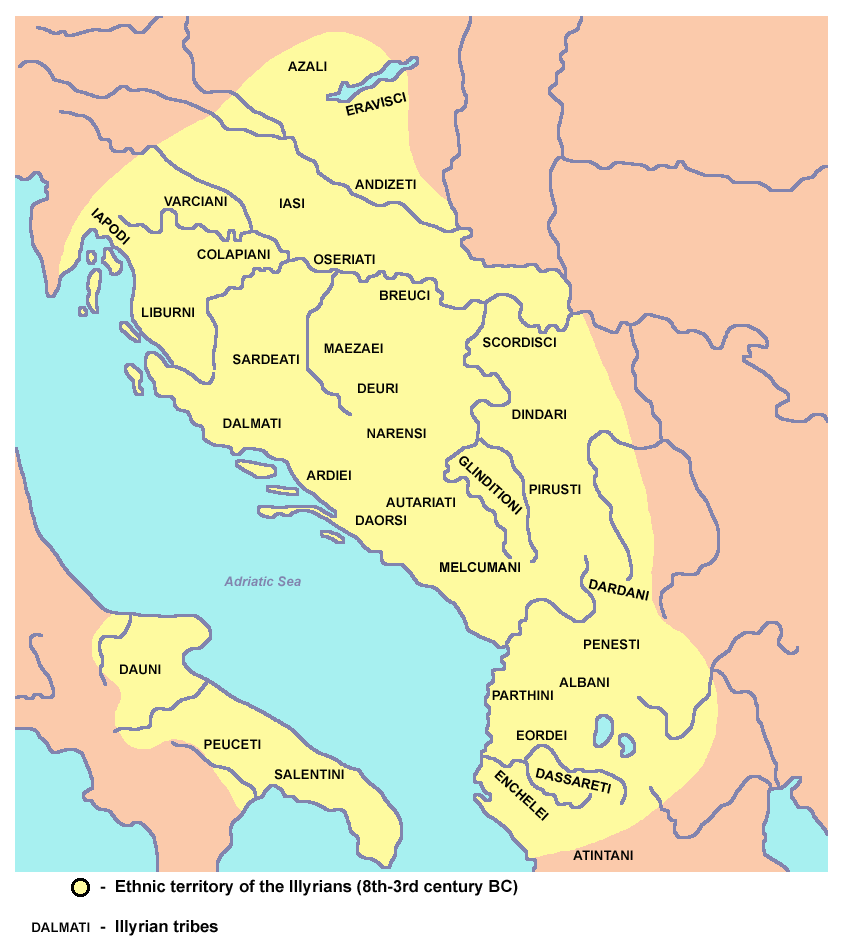
Die Jasi (Jassi) – ein pannonischer illyrischer Stamm – lebten im Gebiet zwischen den Flüssen Drau und Save

Der wertvollste Fund ist die Statue der Göttin Minerva mit Sockel, die 1967 am Eingang des Tempels gefunden wurde. Minerva trägt einen Legionär-Helm, einen Kupferspeer und einen Schild. Diese Statue wurde im 2. Jahrhundert in der Stadt Poetovio geschaffen.
Neuere Forschungen im Forum haben das antike, von einer Quelle gespeiste, altrömische Becken freigelegt. Dieses hat die Abmessungen 8 × 13,5 Meter und eine Tiefe von 2,6 Metern. Die natürliche Quelle des Thermalwassers wurde durch große Steinblöcke eingerahmt. Bisher ist das einzige ähnliche Beispiel eines solchen Beckens in der römischen Siedlung Aquae Sulis in England bekannt. Besondere Bodenbedingungen rund um die Wasserquellen und Travertinvorkommen haben zu einer guten Erhaltung der römischen Architektur geführt, so dass dieser Komplex eine der am besten erhaltenen römischen Stätten in Kroatien ist.